# Alexander Stafford
Alexander Paul Thomas Stafford (né le 19 juillet 1987) est un homme politique du Parti conservateur britannique. Il est député de Rother Valley de 2019 à 2à24. Il est le premier conservateur à être élu pour le siège.

## Jeunesse et carrière
Stafford grandit à Ealing Broadway, fait ses études à l'école St Benedict, à Ealing, et fait partie de l'orchestre des jeunes d'Ealing et du chœur des jeunes d'Ealing. Sa mère est magistrate et son père travaille pour une société de technologie américaine. Sa grand-mère maternelle est une réfugiée polonaise est-allemande, tandis que son grand-père maternel est un réfugié polonais ukrainien qui s'est porté volontaire pour servir dans l'armée britannique lorsque l'Union soviétique rejoint les Alliés, après avoir passé du temps emprisonné dans un camp du goulag sibérien.
Stafford étudie l'histoire à St.Benet's, Oxford où il est président de l'Oxford University Conservative Association (à Michaelmas Term en 2007), en tant que président de la Newman Society (à Hilary Term en 2006) et à la direction de l'Union étudiante de l'Université d'Oxford,,. Avant de devenir député, Stafford travaille pour Shell, le World Wildlife Fund et les députés conservateurs Andrew Rosindell et Owen Paterson,.

## Carrière politique
La carrière politique de Stafford commence lorsqu'il est élu au Conseil d'Ealing dans l'ouest de Londres, où il représente le quartier d'Ealing Broadway depuis 2014. En novembre 2019, il est choisi comme candidat potentiel au parlement pour Rother Valley, une circonscription à laquelle il est lié par des liens familiaux à Dinnington,. Il est élu aux élections générales de 2019, devenant le premier député non travailliste à représenter Rother Valley au cours des 101 ans d'histoire de la circonscription.
Stafford est membre du comité de stratégie commerciale, énergétique et industrielle.
En novembre 2020, Stafford prend la parole lors du tout premier débat parlementaire consacré à l'hydrogène et il exprime son désir de voir Rother Valley «se transformer en Hydrogen Valley britannique», ajoutant: «Il est clair que le succès de la La stratégie nationale de l'hydrogène du Royaume-Uni est inextricablement liée à son emplacement dans le Nord, en particulier dans le Yorkshire-et-Humber ".
Stafford fait campagne pour quitter l'Union européenne lors du référendum de 2016 .
Stafford désigne Margaret Thatcher comme son idole politique, qui, selon lui, «était un leader fort qui a sauvé le pays". Cependant, au milieu de la pandémie COVID-19, Stafford fait valoir l'importance d'une « reprise verte » qui éviterait les erreurs commises lors du mandat de premier ministre de Thatcher: «Dans les années 1980 sous Thatcher, la fermeture des mines de charbon, il y a eu une falaise, une coupure, qui a créé beaucoup de problèmes sociaux et économiques. Nous devons mieux gérer la transition. Nous ne pouvons laisser personne derrière".
Stafford se décrit comme appartenant à la tribu politique de David Cameron et est un partisan de la Big Society de Cameron «alors que des choses comme les écoles libres donnent le pouvoir aux organes locaux. Les gens savent mieux gérer leur propre vie. ". 

## Vie privée
Stafford vit avec sa femme Natalie et leur fille Persephone, née en avril 2020. Son frère aîné, Gregory Stafford, est le chef du groupe conservateur sur le conseil d'Ealing et a également travaillé auparavant pour Andrew Rosindell.